# Saprinus jacobsoni
Saprinus jacobsoni är en skalbaggsart som beskrevs av Reichardt 1923. Saprinus jacobsoni ingår i släktet Saprinus och familjen stumpbaggar. Inga underarter finns listade i Catalogue of Life.